# كوب شاي لطيف

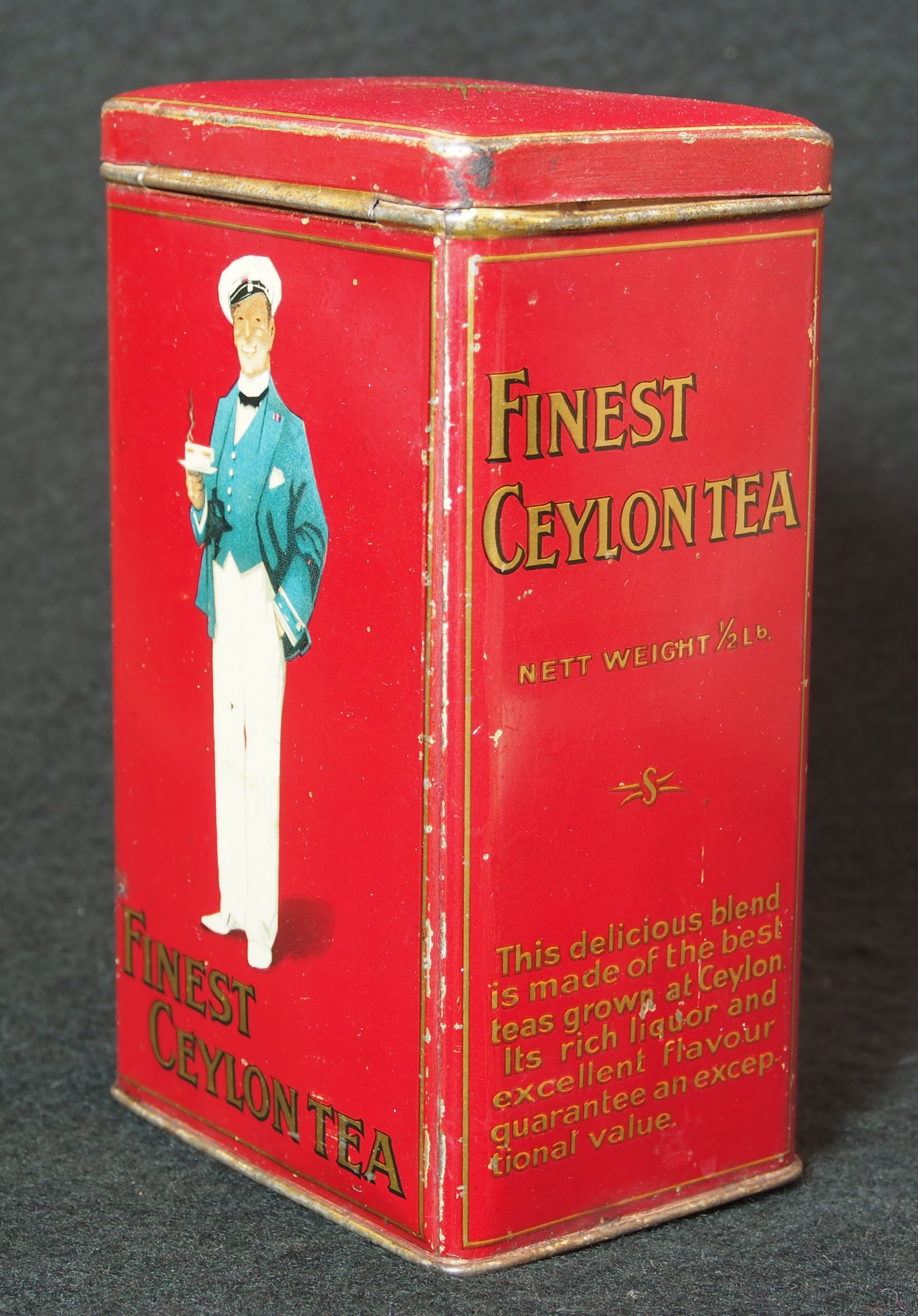
كان تفضيل أورويل للشاي الهندي والسيلاني أكثر من الشاي الصيني.

كوب شاي لطيف (بالإنجليزية: A Nice Cup of Tea) مقال للكاتب الإنجليزي جورج أورويل، نُشر لأول مرة في صحيفة لندن إيفيننج ستاندارد بتاريخ 12 يناير عام 1946م. المقال عبارة عن مناقشة حول حرفة صنع كوب من الشاي، بما في ذلك السطر، الذي يقول فيه الكاتب: "هذه هي الإحدى عشرة قاعدة الخاصة بي، وكل واحدة منها اعتبرها ذهبية."
كتب أورويل أن "الشاي هو أحد الركائز الأساسية للحضارة في هذا البلد (ويقصد بريطانيا) ويثير خلافات عديدة حول كيفية صنعه"، وتغطي الإحدى عشرة قاعدة لاورويل، موضوعات من قبيل: الشكل الأفضل لكوب الشاي، واستصواب استخدام الماء الذي لا يزال يغلي، وتفضيله للشاي القوي جدًا. كما أنه ينظر في ما يسميه "واحدة من أكثر النقاط المثيرة للجدل على الإطلاق"، والمتمثلة في: هل يجب وضع الشاي في الكوب أولاً ثم إضافة الحليب إليه بعد ذلك، أم العكس، معترفًا بأن "في الواقع في كل عائلة في بريطانيا ربما توجد مدرستان فكريتان حول هذا الموضوع". يقول أورويل أنه يجب سكب الشاي أولاً، لأن "الشخص يمكنه تنظيم كمية الحليب بدقة، بينما قد يضع كمية كبيرة جدًا من الحليب إذا فعل ذلك بالطريقة العكسية". ويرى أوريل أن حجته في ذلك الموضوع قوية ولايمكن الجدل فيها، فيقول: "قد تطرح مدرسة "الحليب أولاً" بعض الحجج القوية إلى حد ما، ولكنني أؤكد أن حجتي لا تقبل الجدل".

## ملخص قواعد أورويل

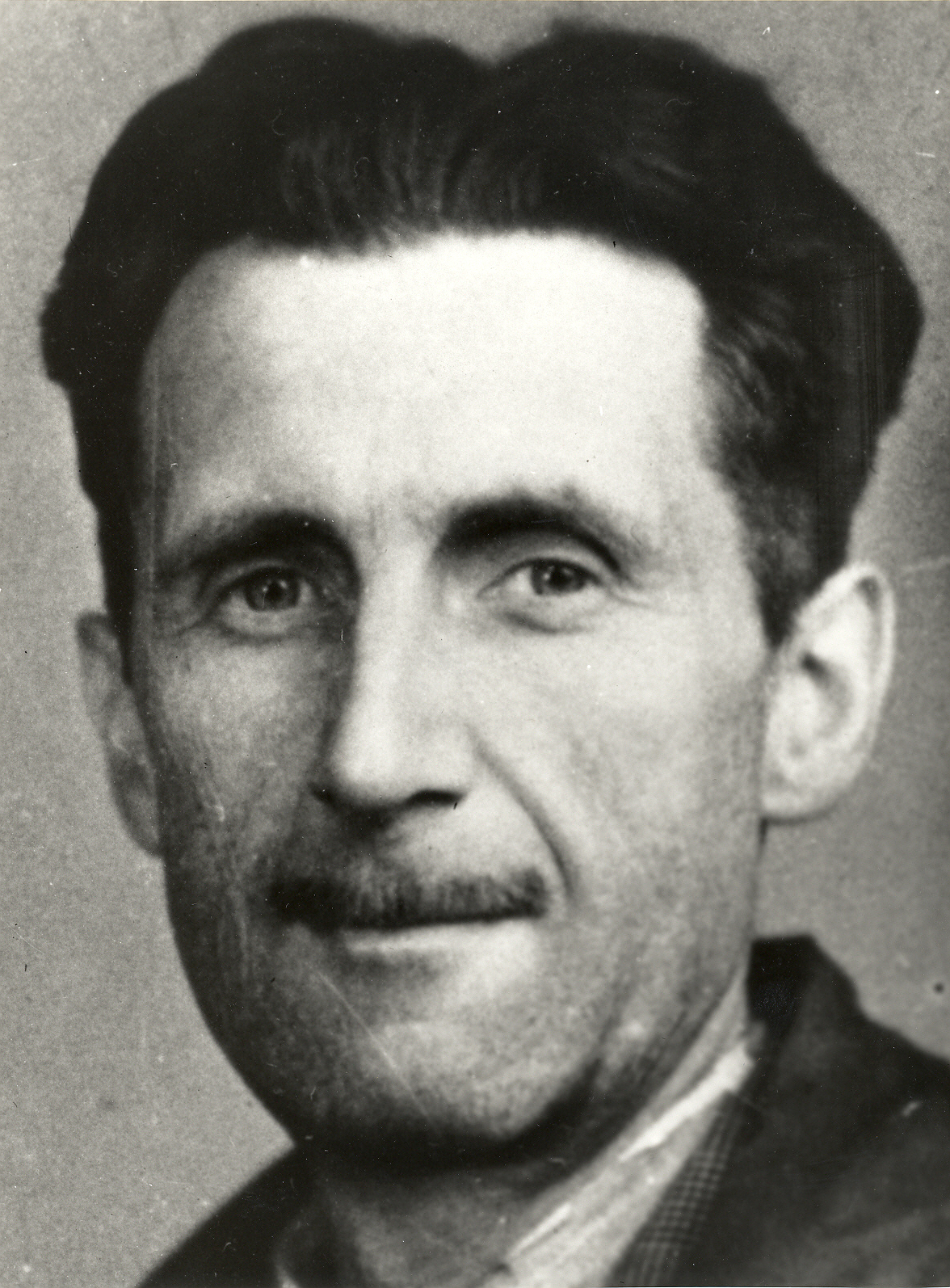
جورج أورويل

يتمثل مضمون قواعد أورويل الإحدى عشرة، والتي ذكرها في مقاله كوب شاي لطيف في الآتي:
1. يجب على المرء استخدام الشاي الهندي، أو السيلاني، أكثر من الشاي الصيني، على الرغم من بعض الفضائل التي يتسم بها الأخير.
2. يجب نحضير الشاي بكميات صغيرة، ويكون في إبريق شاي مصنوع من الخزف أو الفخار. فالشاي المعد في أواني غير الإبريق، أو في أباريق مصنوعة من مواد أخرى يكون طعمه رديئًا.
3. يجب تسخين القدر مسبقًا، ومن الأفضل أن يتم ذلك من خلال وضعه على الموقد بدلاً من الطريقة المعتادة المتمثلة في غسله بالماء الساخن.
4. يجب أن يكون الشاي قويًا، فكوبًا واحدًا قويًا من الشاي أفضل من عشرين كوبًا ضعيفًا. وكل عشاق الشاي الحقيقيين لا يحبون الشاي قويًا فحسب، بل يحبونة قويًا جدًا.
5. يجب وضع الشاي مباشرة في الإبريق، ولا ينبغي استخدام مصافي، أو أكياس من الشاش، أو أية أجهزة أخرى لحجز الشاي. فيمكن للمرء أن يبتلع أوراق الشاي بكميات كبيرة دون أن يصاب بأي أذى.
6. يجب وضع إبريق الشاي في الغلاية وليس العكس، وهذا يعني إبقاء الماء على النار أثناء صب الشاي.
7. يجب تحريك الشاي بعد إعداده، والأفضل من ذلك رج الوعاء جيدًا، ثم ترك الأوراق لتستقر.
8. يجب على المرء أن يشرب الشاي من كوب إفطار جيد، يكون من النوع الإسطواني وليس النوع المسطح الضحل، فالأخير يجعل الشاي نصف بارد قبل شربه.
9. يجب إزالة الكريمة من الحليب قبل إضافته إلى الشاي، فالحليب الذي يكون مشبعًا بالكريمة أكثر من اللازم، يعطي للشاي طعمًا سيئاً.
10. يجب على المرء أن يسكب الشاي في الكوب أولاً، وليس الحليب، لأن المرء إذا وضع الشاي أولاً؛ فإنه يستطيع تنظيم كمية الحليب المسكوب بدقة، والعكس ليس صحيحًا.
11. يجب شرب الشاي من دون إضافة السكر إليه، فالشاي من المفترض أن يكون مرًا تمامًا، كما أن البيرة من المفترض أن تكون مرة، وإضافة السكر إلى الشاي تدمر نكهته.

## روابط خارجية
- كوب شاي لطيف: مقال أصلي نشرته مؤسسة أورويل